# Sei gelobt, du Baum
Sei gelobt, du Baum est une œuvre pour baryton et ensemble écrite par Arvo Pärt, compositeur estonien associé au mouvement de musique minimaliste.

## Historique
Composée en 2007, cette œuvre est écrite pour baryton, violon, guiterne et contrebasse.